# Orsolobus
Orsolobus és un gènere d'aranyes araneomorfes de la família dels orsolòbids (Orsolobidae). Fou descrit per primera vegada l'any 1893 per Simon. Fou transferida aquí des del Dysderidae per Forster & Platnick.

## Taxonomia
Segons el World Spider Catalog amb data del desembre de 2018 conté 9 espècies que són endèmiques de Xile:
- Orsolobus chelifer Tullgren, 1902
- Orsolobus chilensis Forster & Platnick, 1985
- Orsolobus mapocho Forster & Platnick, 1985
- Orsolobus montt Forster & Platnick, 1985
- Orsolobus plenus Forster & Platnick, 1985
- Orsolobus pucara Forster & Platnick, 1985
- Orsolobus pucatrihue Forster & Platnick, 1985
- Orsolobus schlingeri Forster & Platnick, 1985
- Orsolobus singularis (Nicolet, 1849)

O. pucara es troba a Xile i Argentina.